# 925

## Родени
- Йоан I Цимиски, император на Византия